# Rita Amada de Jesus
Rita Amada de Jesus, nascida Rita Lopes de Almeida, foi uma beata portuguesa e fundadora do "Instituto das Irmãs de Jesus Maria José".

## História
Nas idas à cidade de Viseu, contacta as Irmãs Beneditinas do Convento de Jesus e entra na vida de consagrada aos 20 anos.
Aos 29 anos entra num convento das Irmãs da Misericórdia (R.S.M.), que era a única congregação permitida em Portugal (por ser estrangeira e se dedicar apenas à assistência). Posteriormente, Rita deixou aquela congregação de origem irlandesa e dedica-se à missão de dar assistência a meninas abandonadas.
Funda a 24 de Setembro de 1880, em Ribafeita, um colégio para estas e também o "Instituto das Irmãs de Jesus Maria José". Em 1910, na sequência da implantação da República, ocorre uma larga perseguição contra a Igreja e o Estado apoderou-se dos bens que o Instituto possuía. Posteriormente consegue reagrupar algumas Irmãs e enviá-las para dar assistência no Brasil.

## Centro de interpretação da vida e obra da beata
Na freguesia de Ribafeita, em Viseu, foi inaugurado em 2014 um centro de interpretação da vida e obra da beata Madre Rita Amada de Jesus.